# جورج باترسون (لاعب هوكي الجليد)
جورج باترسون هو لاعب هوكي الجليد كندي، ولد في 22 مايو 1906 في كينغستون في كندا، وتوفي في 20 يناير 1977.

## وصلات خارجية
- جورج باترسون على موقع دوري الهوكي الوطني (الإنجليزية)
- جورج باترسون على موقع قاعة مشاهير الهوكي (لاعب أن.إتش.أل) (الإنجليزية)
- جورج باترسون على موقع EliteProspects.com (الإنجليزية)
- جورج باترسون على موقع HockeyDB.com (الإنجليزية)
- جورج باترسون على موقع Hockey-Reference.com (الإنجليزية)